# Butterfly (album de Jolin Tsai)
Pour les articles homonymes, voir Butterfly.
Albums de Jolin Tsai
Jeneration
(2009) Love & Live
(2009)
Albums par Jolin Tsai
Agent J
(2007) Myself
(2010)
Butterfly (chinois : 花蝴蝶) est le dixième album studio de la chanteuse Jolin Tsai, sorti le 27 mars 2009 sous le label Warner Music.

## Liste des titres
| 1.  | Hua Hu Die (花蝴蝶, Butterfly)                               | 3:10 |
| 2.  | Ai Yin Li (愛引力, Love Attraction)                          | 2:41 |
| 3.  | Ying Wu Zhe (影舞者, The Shadow Dancer)                      | 3:40 |
| 4.  | Tuo Xie (妥協, Compromise)                                   | 4:24 |
| 5.  | Da Zhang Fu (大丈夫, Real Man)                               | 3:20 |
| 6.  | Jiang Luo San (降落傘, Parachute)                            | 4:34 |
| 7.  | Yu Man Yu Mei Li (愈慢愈美麗, Slow Life)                     | 3:02 |
| 8.  | Wo De Yi Lai (我的依賴, Accompany with Me)                   | 4:20 |
| 9.  | Ni Kuai Le Wo Nei Shang (你快樂我內傷, You Hurt My Feelings) | 4:28 |
| 10. | Re Dong (熱冬, Hot Winter)                                   | 3:51 |

| 1. | Hua Hu Die (花蝴蝶, Butterfly (Dance cut)) |  |
| 2. | Da Zhang Fu (大丈夫, Real Man (Dance cut)) |  |